# Move Over, Darling
 Move Over, Darling  (també coneguda com: Something's Got to Give) és una pel·lícula estatunidenca de Michael Gordon, estrenada el 1963, remake del la comèdia de 1963 My Favorite Wife amb Irene Dunne, Cary Grant i Gail Patrick. El remake el protagonitzen Doris Day, James Garner, i Polly Bergen.

## Argument
Nicholas Arden (James Garner) demana al jutge el certificat oficial de defunció per poder casar-se de nou, ja que la seva dona Helen Wagstaff Arden (Doris Day) va morir en un accident aeri cinc anys enrere.
Després d'anys de buscar-la, decideix continuar amb la seva vida declarant la seva dona Ellen legalment morta i casant-se amb Bianca (Polly Bergen), tot el mateix dia. Tanmateix, Ellen és viva; és rescatada i retorna a casa aquell mateix dia. Al principi cap cota, queda alleugerida en descobrir per la seva sogra Grace (Thelma Ritter) que la lluna de mel del marit no ha començat encara.
Nick finalment aclareix les coses amb Bianca, però llavors s'assabenta que Ellen va estar abandonada en una illa sola tots aquells anys amb Stephen Burkett (Chuck Connors) i que s'anomenaven entre ells "Adam" i "Eva".

## Repartiment
- Doris Day: Ellen Wagstaff Arden
- James Garner: Nick Arden
- Polly Bergen: Bianca Steele Arden
- Thelma Ritter: Grace Arden
- Fred Clark: M. Codd
- Don Knotts: Shoe Clerk
- Elliott Reid: Dr. Herman Schlick
- Edgar Buchanan: Jutge Bryson
- John Astin: Clyde Prokey
- Pat Harrington Jr.: Fiscal
- Eddie Quillan: Bellboy
- Max Showalter: Recepcionista hotel
- Alvy Moore: cambrera habitacions
- Pami Lee: Jenny Arden
- Leslie Farrell: Didi Arden
- Chuck Connors: "Adam"

## Premis i nominacions

### Nominacions
- 1964. Globus d'Or a la millor actriu musical o còmica per Doris Day

## Al voltant de la pel·lícula
- És un remake de La meva dona favorita dirigida per Garson Kanin, amb Irene Dunne i Cary Grant.